# 近世説美少年録
近世説美少年録（きんせせつびしょうねんろく）は、曲亭馬琴の晩年の読本。続編は『新局玉石童子訓』で、一般には両者あわせてこの題名で読まれている。
文政12年（1829年）から刊行開始、『南総里見八犬伝』と並行して書かれた。天保3年（1832年）まで刊行して中断、弘化2年（1845年）から『新局玉石童子訓』として続編を刊行、嘉永元年（1848年）まで刊行されたが馬琴の死により中絶した。
版元ははじめ千翁軒、ほどなく文渓堂に代わる。
挿画は歌川国貞（二代豊国）、魚屋北渓。

## 梗概
馬琴はかねてから、毛利元就と陶晴賢の戦いを、元就を善玉、晴賢を悪玉として描くことに関心があり、『稚枝鳩』でもこの二人の戦いが背景になっていた。ここでは元就を大江杜四郎、晴賢を末朱之介として、前者を美少年、後者を悪少年として、架空の前半生を伝奇的にこしらえている。最終的には元就、晴賢の戦いになるはずだったが、そこまで行き着かずに終っている。いずれも青年が諸国を流浪する趣向で、朱之助は悪事を重ねていくが、朱之介は、「お夏清十郎」をもじった阿夏と瀬十郎の子ということになっており、近松門左衛門や井原西鶴などでは美化されるカップルを淫奔者として描いているところに、馬琴の特色がみられる。

## 近年の刊本
- 叢書江戸文庫　全2巻　内田保広校訂　国書刊行会　1993
- 新編日本古典文学全集　全3巻　徳田武編・現代語訳　小学館、1999-2001
- 近代デジタルライブラリー: